# 9650 Okadaira
A 9650 Okadaira (ideiglenes jelöléssel (9650) 1995 YG) a Naprendszer kisbolygóövében található aszteroida. Kobajasi Takao fedezte fel 1995. december 17-én.